# El Temapa
El Temapa är en ort i Mexiko.   Den ligger i kommunen Tenango de Doria och delstaten Hidalgo, i den sydöstra delen av landet, 140 km nordost om huvudstaden Mexico City. El Temapa ligger 1 099 meter över havet och antalet invånare är 196.
Terrängen runt El Temapa är bergig åt sydost, men åt nordväst är den kuperad. El Temapa ligger nere i en dal. Runt El Temapa är det ganska tätbefolkat, med 149 invånare per kvadratkilometer. Närmaste större samhälle är San Bartolo Tutotepec, 3,5 km norr om El Temapa. Omgivningarna runt El Temapa är en mosaik av jordbruksmark och naturlig växtlighet.